# RollerCoaster Tycoon 2
RollerCoaster Tycoon 2 is een bedrijfssimulatie- en strategiespel dat het beheren van een pretpark simuleert. Het spel is gemaakt door Chris Sawyer en uitgegeven door Infogrames (het huidige Atari) op 15 oktober 2002. Het is de opvolger van RollerCoaster Tycoon en het tweede spel in de RollerCoaster Tycoon-serie. Het is opgevolgd door RollerCoaster Tycoon 3.

## Gameplay
Het doel van het spel is het maken van een eigen pretpark dat voldoende enthousiaste bezoekers trekt, om zo de scenario's te voltooien. Het is echter niet meer zo (zoals in het vorige deel) dat er nieuwe scenario's worden vrijgespeeld door een eerder scenario te voltooien. Er kunnen wel nieuwe scenario's worden gemaakt met behulp van de nieuwe Scenario Editor.
Er zijn enkele toevoegingen in vergelijking met het vorige spel. Zo is het nu mogelijk objecten te stapelen om gebouwen te maken, zijn er kleine grafische verbeteringen en vele nieuwe attracties.
In het spel is een aantal Six Flags-pretparken nagebouwd, waaronder die van Nederland (Walibi Holland) en België (Walibi Belgium), welke verder uitgebreid kunnen worden. Toen het spel uitkwam, heetten de parken nog Six Flags, maar ondertussen is de naam gewijzigd naar het vroegere Walibi.

### Bouwen
In RollerCoaster Tycoon 2 is het mogelijk om gebouwen te maken, dit kan men doen door op de shifttoets te drukken. Bij RollerCoaster Tycoon 2 kan de speler, indien hij een van de twee uitbreidingspakketten heeft geïnstalleerd, de controltoets ingedrukt houden om op dezelfde hoogte te blijven bouwen.

## Scenario's

### Basisspel
Het basisspel bevat 26 scenario's die opgedeeld zijn in vijf categorieën. Daarnaast kan de speler zelf ook scenario's maken via een ingebouwd hulpmiddel.

#### Beginnersparken
| Naam van scenario | Omschrijving | Doel        | Tijdsduur |
| ----------------- | --- | ----------- | --------- |
| Crazy Castle      | Een groot leeg kasteel vormt de basis voor een attractiepark.                                                                   | 1500 gasten | 4 jaar    |
| Electric Fields   | De speler krijgt de opdracht om van een boerderij met een bootverhuur en ballonstalletje, een succesvol attractiepark te maken. | 700 gasten  | 2 jaar    |
| Factory Capers    | In dit scenario kan de speler alleen de entreeprijs en de winkelprijzen bepalen, de attracties zijn gratis.                     | 1100 gasten | 3 jaar    |

#### Uitdagende parken
| Naam van scenario | Omschrijving | Doel                                              | Tijdsduur |
| ----------------- | --- | ------------------------------------------------- | --------- |
| Amity Airfield    | Een klein verlaten vliegveld met een landingsbaan en bijhorende gebouwen. Door de brede paden kunnen gasten snel verdwalen.       | 3000 gasten                                       | 4 jaar    |
| Botany Breakers   | De speler moet op dit kleine eiland een maandelijks inkomen van $ 10.000 uit attracties zien te halen.                            | Maandelijks inkomen van $ 10.000 uit attracties   | Geen      |
| Bumbly Bazaar     | Een grote lege woestijn heeft dicht bij de rivier enkele winkels. De speler moet hieruit een inkomen van $ 1.000 zien te krijgen. | Maandelijks inkomen van $ 1.000 uit winkels       | Geen      |
| Dusty Greens      | Een park dat opgedeeld is in twee gedeeltes, gescheiden door een snelweg. Aan elke kant is een minigolf-attractie te vinden.      | Maandelijks inkomen van $ 5.000 uit attracties    | Geen      |
| Fungus Woods      | Een groot gebied met veel bomen, wat het bouwen van attracties duur maakt.                                                        | 2500 gasten                                       | 4 jaar    |
| Gravity Gardens   | Een groot park waar alleen achtbanen en winkels mogen komen.                                                                      | Lening terugbetalen en een parkwaarde van 500.000 | Geen      |
| Infernal Views    | In een vulkanisch landschap is een houten achtbaan en lava aanwezig.                                                              | 10 achtbanen met een spanningswaarde van 6,00     | Geen      |

#### Expertparken
| Naam van scenario | Omschrijving | Doel                                           | Tijdsduur |
| ----------------- | --- | ---------------------------------------------- | --------- |
| Alpine Adventures | Een voormalig skiresort moet worden omgebouwd naar een attractiepark met een sneeuwthema.                                                                                              | Maandelijks inkomen van $ 7.000 uit attracties | Geen      |
| Extreme Heights   | Een in de woestijn gelegen park met een achtbaan. De parkwaardering mag nooit onder 700 komen.                                                                                         | 4500 gasten                                    | Geen      |
| Ghost Town        | In deze verlaten mijnstad moeten tien achtbanen komen met een lengte van 1.200 meter.                                                                                                  | 10 achtbanen met een spanningswaarde van 7,00  | Geen      |
| Lucky Lake        | Een groot meer met een achtbaan, draaimolen en draai-attractie. De speler beschikt over onbeperkt geld, maar de parkwaardering mag nooit onder 700 komen.                              | 2100 gasten                                    | Geen      |
| Rainbow Summit    | In dit park mag niets hoger worden gebouwd dan 10,5 meter. Een achtbaan, stoeltjeslift en tram is al aanwezig. Gedeeltelijk gebaseerd op Lake Compounce, een attractiepark in Bristol. | 2500 gasten                                    | 4 jaar    |

#### Six Flags-parken
| Naam van scenario         | Omschrijving | Doel                                                | Tijdsduur |
| ------------------------- | --- | --------------------------------------------------- | --------- |
| Six Flags Belgium         | Een nagebouwde versie van een bestaand attractiepark. De speler kan alleen de entreeprijs en winkelprijzen bepalen. | 3500 gasten                                         | 4 jaar    |
| Six Flags Great Adventure | De parkwaardering van dit attractiepark mag nooit onder de 700 komen.                                               | 3500 gasten                                         | Geen      |
| Six Flags Holland         | Een nagebouwde versie van een bestaand attractiepark. De speler kan alleen de entreeprijs en winkelprijzen bepalen. | 3500 gasten                                         | 4 jaar    |
| Six Flags Magic Mountain  | Een aan een berg gelegen bestaand attractiepark. De speler moet de lening terugbetalen en een parkwaarde behalen.   | Lening terugbetalen en een parkwaarde van $ 700.000 | Geen      |
| Six Flags Over Texas      | De gasten betalen alleen de entreeprijs, de attracties zijn gratis. De parkwaardering mag nooit onder 700 komen.    | 3500 gasten                                         | Geen      |

#### Bouw je eigen Six Flags
| Naam van scenario                       | Omschrijving | Doel                                          | Tijdsduur |
| --------------------------------------- | --- | --------------------------------------------- | --------- |
| Bouw je eigen Six Flags Belgium         | Een nagebouwde versie van een bestaand attractiepark, zonder de attracties. De speler kan alleen de entreeprijs en winkelprijzen bepalen. | 3500 gasten                                   | 5 jaar    |
| Bouw je eigen Six Flags Great Adventure | Een nagebouwde versie van een bestaand attractiepark, zonder de attracties. De speler kan alleen de entreeprijs en winkelprijzen bepalen. | 2500 gasten                                   | 5 jaar    |
| Bouw je eigen Six Flags Holland         | Een nagebouwde versie van een bestaand attractiepark, zonder de attracties. De speler kan alleen de entreeprijs en winkelprijzen bepalen. | 3500 gasten                                   | 6 jaar    |
| Bouw je eigen Six Flags Magic Mountain  | Een nagebouwde versie van een bestaand attractiepark, zonder de attracties. De speler kan alleen de entreeprijs en winkelprijzen bepalen. | Lening terugbetalen en parkwaarde van 700.000 | Geen      |
| Bouw je eigen Six Flags Over Texas      | Een nagebouwde versie van een bestaand attractiepark, zonder de attracties. De speler kan alleen de entreeprijs en winkelprijzen bepalen. | 3500 gasten                                   | 5 jaar    |

## Uitbreidingspakketten
Er zijn twee uitbreidingspakketten uitgegeven voor RollerCoaster Tycoon 2. De twee uitbreidingspakketten zijn ook samen met het basisspel in één pakket te krijgen.

### Wacky Worlds
De eerste uitbreiding, Wacky Worlds, is een uitbreiding met een wereldthema. Alle zeven werelddelen zijn aanwezig en elke heeft een unieke parkingang, een decoratiegroep, scenario's en verschillende attracties gebaseerd op dat werelddeel.

### Time Twister
Het tweede uitbreidingspakket, Time Twister, is gebaseerd op de geschiedenis en de toekomst. De uitbreiding heeft net als Wacky Worlds vele toevoegingen in de vorm van parkingangen, attracties, decoratie en scenario's aan het spel. Als men alle ruimte op de grond gevuld heeft kan een 2e park gemaakt worden.
RollerCoaster Tycoon · RollerCoaster Tycoon 2 · RollerCoaster Tycoon 3 · RollerCoaster Tycoon 3D · RollerCoaster Tycoon World · RollerCoaster Tycoon Classic